# Serio (1754)
El Serio fue un navío de línea de la Real Armada Española, construido en los Astilleros de Guarnizo con un porte de 68 cañones, mientras que otras fuentes lo elevan a 70 cañones, quedando definitivamente configurado con 74 hacia 1789. De acuerdo con los estándares británicos quedaba categorizado como navío de tercera clase, de dos puentes. Como todas las naves de nombre no religioso de la Armada de su tiempo tenía un nombre de advocación, San Víctor.

## Construcción
Fue fabricado mediante el sistema de construcción inglés, y su construcción comenzó al llegar a Guarnizo el británico David Howell, responsable de las obras, según un contrato firmado en 1752 para la construcción de una serie de cuatro navíos de 70 cañones, que fueron bautizados con los nombres de Serio (cabeza de la serie), Poderoso, Soberbio y Arrogante, a los que se sumaron el Hércules y el Contento.
Fue botado en diciembre de 1753. Su construcción, al igual que la de sus gemelos, fue elogiada por la Corona por la rapidez, el ahorro y las buenas cualidades marineras de los navíos.

## Historial
A primeros de abril de 1759, estaba destinado en Ferrol al mando del capitán de navío Juan de las Planas, encontrándose en este mismo departamento a finales de marzo de 1760.
En febrero de 1761 zarparon de Ferrol con destino a Veracruz los navíos Dichoso y Serio, bajo el mando del jefe de escuadra Luis de Córdova y Córdova, con tropas de los regimientos Cantabria y Navarra, con destino a La Habana. En junio de 1762, durante el ataque británico de la escuadra del almirante George Pocock a La Habana se hallaba en Cartagena de Indias junto con los navíos Firme y Dichoso. Regresó a Cádiz el 24 de junio de 1764 y entró en agosto de ese año en el dique seco del Arsenal de La Carraca por estar necesitado de reparaciones. Permaneció en esa situación hasta el verano de 1765.
La noche del 3 de noviembre de 1776 se encontraba fondeado en Algeciras cuando le cayó un rayo que causó serios destrozos. En diciembre de 1776 zarpó de Cádiz con rumbo a Montevideo bajo el mando del capitán de navío Francisco Javier Morales de los Ríos con pertrechos a bordo para la campaña del general Pedro de Cevallos contra Portugal, acompañado del navío San Agustín y la fragata Santa Gertrudis, los cuales llegaron al puerto de Maldonado. 
Durante 1777 y parte de 1778 desarrolló misiones contra los portugueses en aguas del Atlántico Sur, incorporado a la escuadra de Francisco Javier Everardo-Tilly. Zarpó de Montevideo el 26 de marzo de 1777 con el navío San Agustín y la fragata Santa Gertrudis para escoltar a siete mercantes a la isla de Santa Catalina con víveres y pertrechos. Una borrasca les separó y el Serio perdió el palo mayor y el mastelero de velacho, pero consiguió entrar en la Bahía de Santa Catalina. Sus lanchas rescataron a varios náufragos de la fragata Santa Clara, perdida la noche del 26 de julio de 1777.
El 30 de junio de 1778 partió de Montevideo al mando del capitán de navío Basco Díaz de Morales y Souza, con el capitán general Pedro de Cevallos a bordo, el cual embarcó la tarde del 26 de junio para regresar a Cádiz. Iba acompañado por la fragata Santa Margarita, el navío particular Príncipe Carlos y la goleta Santa Engracia. Arribó a Cádiz el 17 de septiembre de 1778 en solitario al separarse el convoy, mientras el resto entró en la bahía de Cádiz el 26 de octubre. 
En junio de 1779, al entrar España en la Guerra de Independencia de los Estados Unidos contra Gran Bretaña, zarpó de Cádiz bajo el mando del capitán de navío Basco Díaz de Morales y Souza con la escuadra del teniente general Luis de Córdova y Córdova, que realizó en unión de la escuadra francesa al mando de Louis Guillouet, conde d’Orvilliers, la primera campaña del Canal de la Mancha, tras lo cual entró en el puerto de Brest. 
El 13 de enero de 1780 salió de Brest rumbo a Cádiz con la escuadra del teniente general Miguel Gastón. Debido a los temporales, la escuadra se dispersó y el navío Serio llegó a Cádiz el 31 de enero junto con el Atlante. 
Participó en el bloqueo de Gibraltar. Se encontraba en Algeciras con la escuadra de Córdova durante el asalto de las cañoneras a Gibraltar. Con la misma escuadra y al mando del capitán de navío Felipe González de Haedo, tomó parte el 21 de octubre de 1782 en la batalla de Cabo Espartel, en la que registra entre sus tripulantes dos muertos y dos heridos, resultando bastante dañado, por lo cual hubo de regresar a Cádiz para ser desarmado y revisado.
Ante los incidentes de Nutca con los británicos se arma y alista en Ferrol con otros nueve navíos y cuatro fragatas. Los días 21 y 22 de julio de 1790 sale de Cádiz bajo el mando del capitán de navío Antonio de Estrada con la escuadra mandada por el teniente general José Solano y Bote, marqués de Socorro, y como buque insignia del jefe de escuadra Basco Díaz de Morales y Souza, efectuando cruceros ante las costas gallegas del cabo Finisterre. Finalizada la crisis, retornó la escuadra a Cádiz el 8 de septiembre. 
En septiembre de 1793 zarpó de Ferrol con el navío Arrogante para escoltar a seis mercantes rumbo a Cádiz. 
En el invierno de 1794 intervino en las operaciones desarrolladas en la bahía de Rosas en apoyo del ejército del general Antonio Ricardos con la escuadra del teniente general Juan de Lángara contra la República Francesa. A causa de los temporales sufrió rotura de los cables. 
En 1795, junto con el San Fernando y un bergantín parte de Cartagena para ser carenado en Ferrol y, aprovechando el viaje, transportan 30 morteros de 12 pulgadas y 6000 bombas con destino a La Coruña, con escala en Cádiz el 12 de mayo. Entraron finalmente en Ferrol el 16 de junio. 
Se encontraba desarmado en Ferrol el 25 de agosto de 1800, durante el ataque de una escuadra británica de más de 100 buques, el cual fue rechazado. Tras esta acción, el buque quedó varado y abandonado en noviembre de 1804. Finalmente, y tras 50 años de servicio, fue dado de baja y desguazados sus restos en 1805 en Ferrol.